# Municipio de Juan José Ríos
El municipio de Juan José Ríos es uno de los veinte municipios del estado mexicano de Sinaloa. Fue establecido en marzo de 2021 y su ayuntamiento entró en vigor en noviembre de 2024. Su cabecera es la localidad de Juan José Ríos.

## Historia
El municipio de Juan José Ríos fue creado por la LXIII Legislatura del Congreso del Estado de Sinaloa el 5 de marzo de 2021, junto al municipio de Eldorado. El municipio de Juan José Ríos fue integrado por territorios secesionados de los municipios de Ahome, El Fuerte, Guasave y Sinaloa. El ayuntamiento de Juan José Ríos se estableció el 1 de noviembre de 2024, tras ser electo en las elecciones estatales de Sinaloa de 2024.

## Geografía
El municipio de Juan José Ríos se ubica en la parte norte del estado de Sinaloa. Limita al norte con los municipios de El Fuerte y Sinaloa, al sur con el Golfo de California, al este con el municipio de Guasave y al oeste con el municipio de Ahome.